# Stolpe ut
Stolpe ut var ett tv-program som producerades av Meter Film & Television, och som sändes på TV4 under 2006.
Peppe Eng var programledare och lät gäster kommentera udda videoklipp från fotbollsmatcher. 
Hermann Dill var bisittare.